# Velîka Klitna, Krasîliv
Velîka Klitna (în ucraineană Велика Клітна) este un sat în comuna Mala Klitna din raionul Krasîliv, regiunea Hmelnîțkîi, Ucraina.

## Demografie
Componența lingvistică a localității Velîka Klitna
     Ucraineană (98,57%)
     Rusă (1,43%)
Conform recensământului din 2001, majoritatea populației localității Velîka Klitna era vorbitoare de ucraineană (98,57%), existând în minoritate și vorbitori de rusă (1,43%).